# Donald Lutz
Donald Thomas Lutz (né le 6 février 1989 à Watertown, New York, États-Unis) est un ancien joueur de premier but et voltigeur des Ligues majeures de baseball ayant évolué pour les Reds de Cincinnati. Lutz a grandi en Allemagne et possède la double nationalité allemande et américaine.

## Carrière
Né aux États-Unis d'une mère allemande et d'un père américain, Donald Lutz grandit en Allemagne où sa mère retourne vivre avec ses enfants après un divorce survenu alors qu'il n'est âgé que de huit mois. Défenseur de hockey sur glace dans ses jeunes années, Lutz commence à pratiquer le baseball à l'âge de 15 ans, influencé par son frère aîné,. En 2006 et 2007 à Tirrenia en Italie, il est sélectionné au sein de l'académie de baseball des Ligues majeures en Europe. Il est aussi entraîné par l'académie de baseball des Ligues majeures à Ratisbonne en Allemagne. Lutz attire l'attention des Reds de Cincinnati de la Ligue majeure de baseball. Ces derniers lui font signer son premier contrat professionnel en 2007 et il prend la direction des États-Unis pour amorcer sa carrière en ligues mineures dès 2008 où il joue au premier but et au champ extérieur. Parallèlement à son parcours en ligues mineures, il évolue en 2010 pour le Cavalry de Canberra de la Ligue australienne de baseball. 
En 2012, il participe avec l'équipe nationale allemande aux qualifications en vue de la Classique mondiale de baseball 2013.
Il fait ses débuts dans le baseball majeur avec Cincinnati le 29 avril 2013. Bien qu'une quarantaine de sportifs nés en Allemagne, principalement des immigrants installés aux États-Unis ou des athlètes nés sur des bases militaires américaines en Europe, aient déjà atteint les majeures, Donald Lutz est le premier joueur de baseball développé en Allemagne à atteindre la MLB,. Il est aussi le deuxième joueur développé en Europe par la ligue à atteindre le plus haut niveau en Amérique du Nord après les débuts de l'Italien Alex Liddi en 2011. Lutz réussit son premier coup sûr dans les majeures le 5 mai contre le lanceur Shawn Camp des Cubs de Chicago. 